# Florian Huth
Florian Huth (* 5. August 1983 in Alzenau) ist ein deutscher Volleyball- und Beachvolleyballspieler.

## Karriere Beachvolleyball
Florian Huth spielte seit 1997 auf nationalen und seit 2005 auch auf internationalen Beachvolleyball-Turnieren. 2002 spielte er zusammen mit Christoph Tacke, 2003 mit Sebastian Dollinger, 2004 mit Matthias Karger, 2005/2006 mit Stefan Uhmann, 2007 mit Daniel Krug, 2007/2008 mit Kjell Schneider und 2009 mit Mischa Urbatzka. Von 2010 bis 2012 spielte Florian Huth zusammen mit Florian Lüdike für den THW Kiel. 2012 war er Trainer des Beach-Duos Sebastian Fuchs / Florian Lüdike. An der Seite von Nils Rohde wurde Florian Huth 2012 Deutscher Hochschulmeister. 2014 startete er wieder zusammen mit Lüdike, diesmal für die KMTV Eagles.

## Karriere Hallenvolleyball
Florian Huth ist auch als Hallenvolleyballer aktiv. Er wurde am Volleyball-Internat Frankfurt ausgebildet und spielte seit 2006 bei der FT Adler Kiel (ab 2010 VT Kiel, ab 2012 KMTV Eagles Kiel), mit der er 2008 in die 2. Bundesliga aufstieg. Ab 2013 war Huth Spieler (bis 2015 auch Trainer) bei den KMTV Eagles II, mit denen er 2014 Meister der Regionalliga Nord wurde. 2015 hatte er wieder einige Einsätze im Zweitligateam. Seit 2017 spielt Huth beim Kieler TV in der Regionalliga Nord und in der Dritten Liga Nord.

## Privates
Florian Huth lebt in Kiel. Er ist verheiratet und hat eine Tochter. Huth studierte Wirtschaftsingenieurwesen und arbeitet jetzt als Projektingenieur.